# Wet-Bossi-Fini
De Wet-Bossi-Fini is een  Italiaanse immigratiewet die in 2002 ontworpen werd door Umberto Bossi, leider van de Lega Nord, en Gianfranco Fini, leider van de Alleanza Nazionale. Beide politici staan bekend om hun anti-immigranten-houding.
De achterliggende gedachte van de wet is het beperken van de immigratiestroom naar Italië. De wet bepaalt onder meer dat illegalen die voor een tweede keer zonder papieren worden aangehouden, een paar maanden gevangenisstraf krijgen. Een ander belangrijk punt is dat illegalen werk moeten hebben vooraleer ze een verblijfsvergunning kunnen aanvragen, iets wat schier onmogelijk is. De wet wil verder mensenhandel en -smokkel aanpakken door grotere onderzoeks- en arrestatiebevoegdheden aan politie-instanties te geven en straffen hieromtrent te verhogen. Ook wordt familiehereniging sterk beperkt. Illegalen kunnen voortaan zestig in plaats van dertig dagen vastgehouden worden in een detentiecentrum en ook het repatriëringsbeleid is aangescherpt.